# Viaduc de Jezernice
Le viaduc de Jezernice est le nom de deux ponts ferroviaires sur la ligne du chemin de fer 271, construit pour la Compagnie des chemins de fer du Nord de l'empereur Ferdinand dans la municipalité de Jezernice, en Tchéquie. Les viaducs ont été déclarés monuments culturels de la République tchèque (kulturní památka) en 2007 .

## Histoire

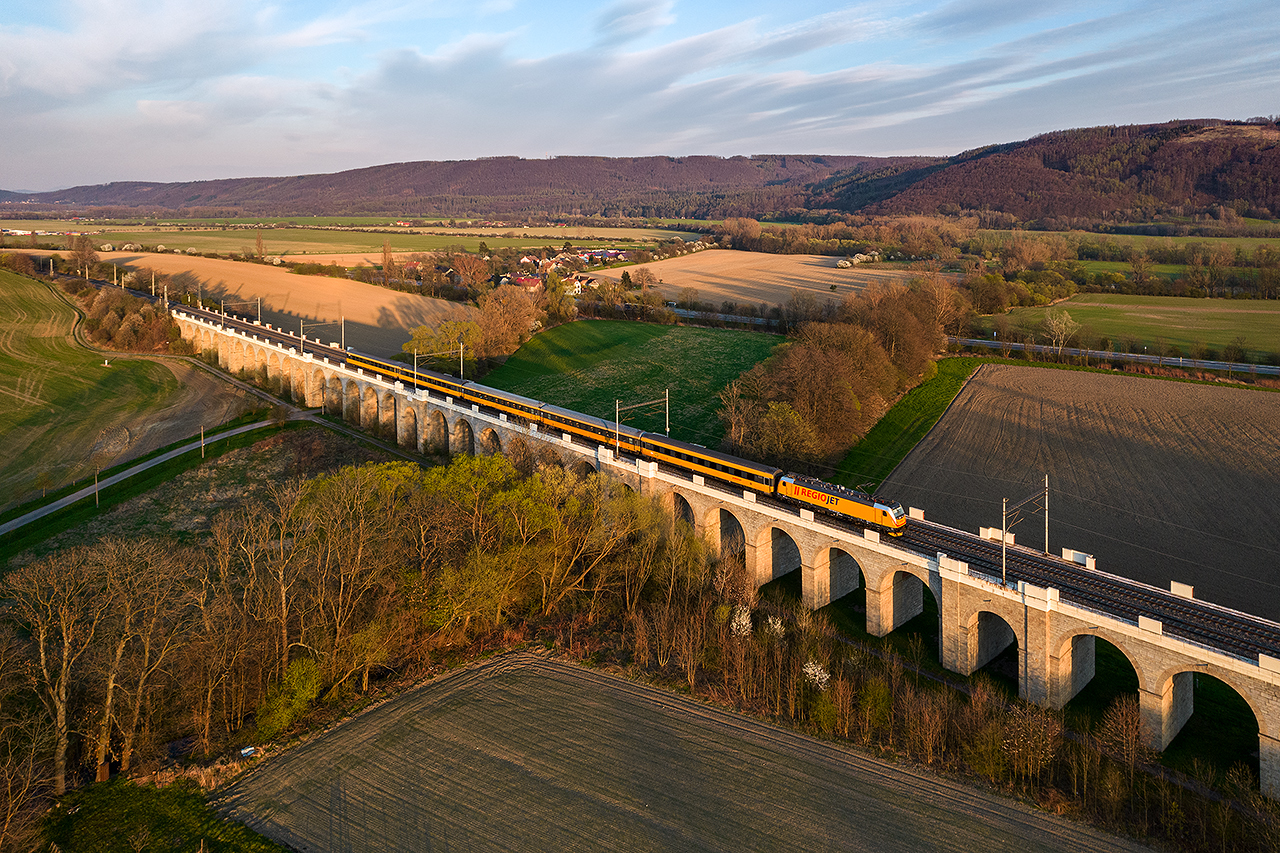
Un train RegioJet passant sur le viaduc (2021)

Le viaduc de Jezernický est constitué de deux ponts construits l'un à côté de l'autre qui enjambent la vallée du ruisseau Jezernice, la route III/4377 entre Drahotuše et Hranice na Morava et la route III/4378. La construction de l'ancien pont en brique à voie unique a été achevée en 1842, mais il n'a été mis en service qu'en 1847. La plus récente en pierre a été mise en service en 1873 lorsque la ligne a été étendue à une double voie.
La longueur du pont est de 426,44 m, il se compose de 35 grandes (d'une portée de 7,59 m chacune) et de 7 plus petites arches (d'une portée 5,69 m chacune), l'épaisseur des arches est de 0,63 m. La largeur totale du pont est de 8,8 m, avec une hauteur allant jusqu'à 10,6 m .
Dans les années 1998–2001 dans le cadre de la modernisation du corridor ferroviaire, le pont a été entièrement réhabilité; les voûtes ont été maçonnées à neuf, des briques résistantes au gel ont été utilisées sur les murs de parement. La structure portante principale est constituée de voûtes en béton armé, ancrées aux voûtes en briques par un treillis métallique. Les murs avant ont été reconstruits à partir des pierres d'origine. Lors de la reconstruction, la largeur du tablier du pont a été portée à 10,6 m. Les coûts d'investissement ont été fixés à 164 millions de couronnes tchèques. En 2003, la reconstruction a reçu le prix Travaux de pont de l'année 2001 du Ministère des Transports de la République tchèque .

## Signalétique touristique
Un panneau touristique de Jezernice et la piste cyclable 6240 de la gare de Drahotusy mènent au viaduc de Jezernické .